# Gabi Lippe
Gabi Lippe (República Federal Alemana, 8 de mayo de 1967) es una atleta alemana retirada especializada en la prueba de 4 x 100 m, en la que ha conseguido ser subcampeona europea en 1990.

## Carrera deportiva
En el Campeonato Europeo de Atletismo de 1990 ganó la medalla de plata en los relevos 4 x 100 metros, con un tiempo de 43.02 segundos, llegando a meta tras Alemania del Este y por delante de Reino Unido (bronce), siendo sus compañeras de equipo: Ulrike Sarvari, Andrea Thomas y Silke Knoll.